# 小林繩霧

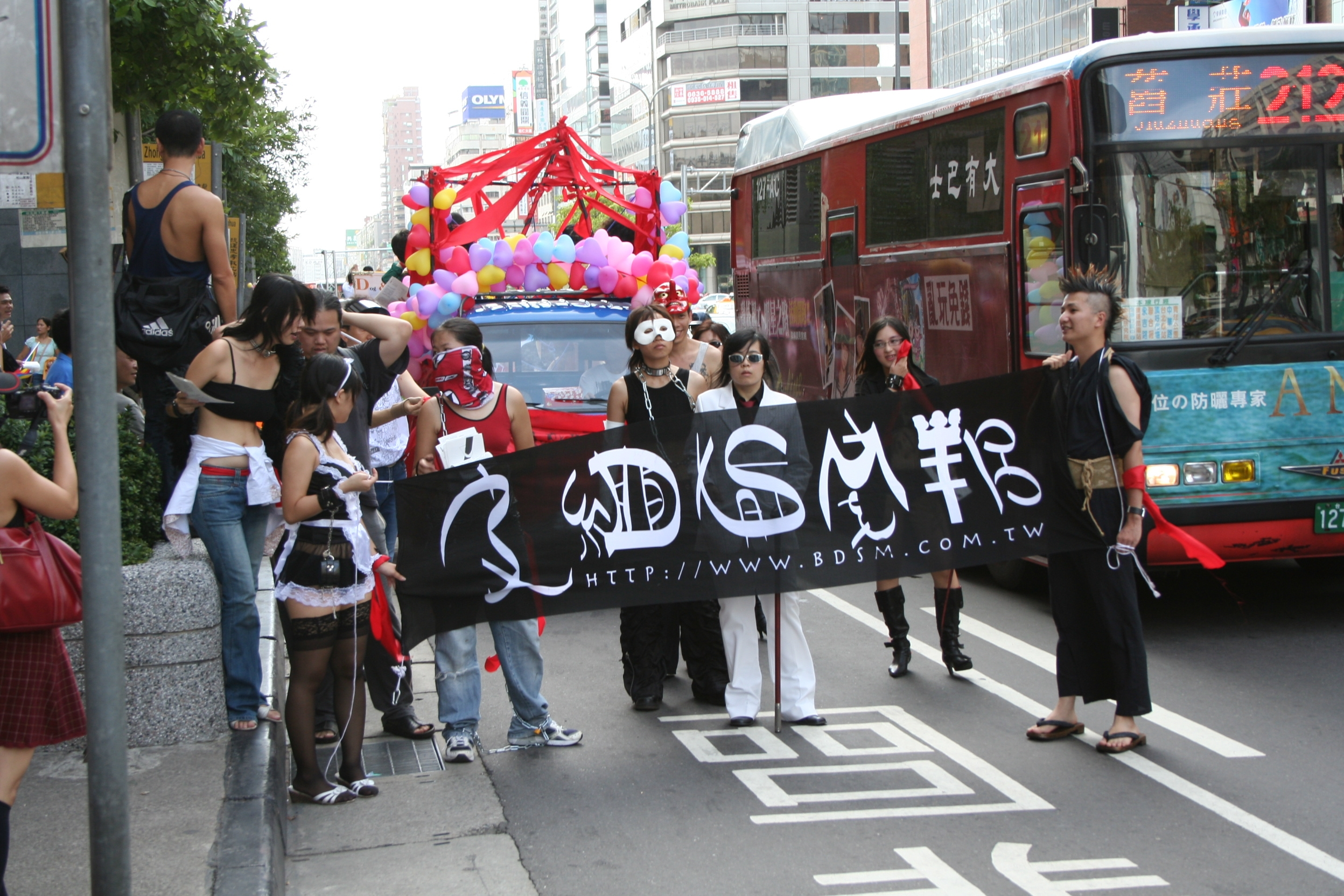
小林繩霧（右一）參加2005年臺灣同志遊行的照片。

小林繩霧是台灣的繩縛師，繩縛表演團隊「縛·生」的創辦人，BDSM團體皮繩愉虐邦創辦人之一。他在2003年到日本東京向神凪學習繩縛，曾在臺灣、香港、莫斯科等地演出，2013年9月推出繩縛教學著作《繩縛本事》，而該書亦有英文譯本。他主張比起高超且繁複的技巧，更應該將繩師與繩模之間的情感展現給觀眾。

## 外部連結
- 縛·生官方網站